# Odontites linkii
Odontites linkii ist eine halbparasitäre Pflanzenart aus der Gattung der Zahntroste (Odontites).

## Beschreibung
Odontites linkii ist ein mehrjähriger Halbstrauch, der Wuchshöhen bis 50 Zentimeter erreicht. Die Laubblätter sind ganzrandig. An den sterilen, basalen Trieben erreichen sie Größen von 10 bis 45 × 1,2 bis 4 Millimeter, an den Blütentrieben 5 bis 25 × 1 bis 2,5 Millimeter. Die Laubblätter der sterilen Triebe sind früh abfallend.
Die Aufblühreihenfolge der Blüten der dichtblütigen, traubigen Blütenstände ist von unten nach oben. Die Blüten sind vorweiblich (protogyn) und werden von Tragblättern begleitet. Die meisten Tragblätter sind kürzer als 8 Millimeter und 2,7 bis 5,5 mal so lang wie breit. Sie sind im Gegensatz zu den Tragblättern der ähnlichen Art Odontites bocconii nicht sichelförmig zurückgekrümmt und ebenso lang wie der Kelch oder nur geringfügig länger (0,9 bis 1,3 mal so lang). Die Kelchzähne sind breit-dreieckig bis fast oval. Die oberen Kelchzähne sind 0,8 bis 1,4 mal so lang wie breit, die unteren 1,1 bis 1,7 mal. Die hellgelb gefärbte Krone ist 6 bis 11 Millimeter lang. Sie besteht aus einer Kronröhre, die etwa halb so lang wie die gesamte Krone ist, einer Unterlippe von 2,3 bis 4,5 Millimeter Länge und einem Helm von 3,7 bis 5,3 Millimeter Länge. Das obere Staubblatt-Paar ist 2,3 bis 3 Millimeter lang, das untere 3,5 bis 4 Millimeter. Die Staubfäden sind unbehaart, die Staubbeutel sind stachelspitzig und am oberen Ende mit Spiralhaaren sowie am unteren dorsalen Teil mit Schlauchhaaren besetzt, ihre Theken reißen über die gesamte Länge auf.
Die Früchte sind umgekehrt eiförmige Kapseln.
Die Chromosomenzahl beträgt 2n = 24.

## Verbreitung
Die Art kommt in Süd-Griechenland, auf Kreta und Zypern vor.

## Systematik
Innerhalb der Gattung wird die Art in die Artengruppe Odontites bocconii agg. eingeordnet. Neben Odontites linkii ist Odontites bocconii dieser Gruppe zugehörig.
Innerhalb der Art Odontites linkii werden zwei Unterarten unterschieden:
- Odontites linkii subsp. linkii
- Odontites linkii subsp. cyprius (Boiss.) Bolliger (Syn.: Odontites cyprius Boiss.): Sie kommt nur auf Zypern vor.[2]